# Сибирский батальон
Сибирский батальон (Батальон «Сибирь») (укр. Сибірський батальйон) — подразделение добровольцев из России, воюющее против российской армии на стороне Украины в ходе российского вторжения в Украину. Сформировано в 2023 году из представителей народов Сибири и других коренных народов России, выступающих против текущего правительства РФ. Входит в состав регулярной украинской армии, находится в подчинении Министерства обороны Украины, входит в состав Интернационального легиона.

## Формирование

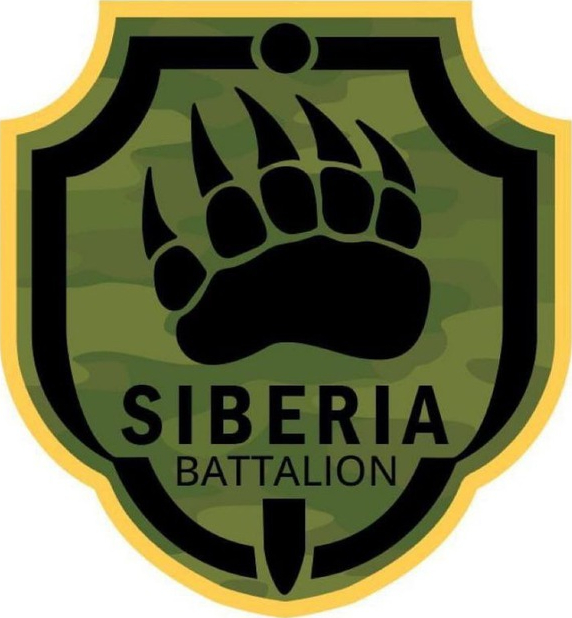
Нарукавный знак до марта 2024 года

26 января 2023 года бывший офицер российской армии Владислав Аммосов впервые упомянул о создании вооружённого подразделения «Саха» в Интернациональном легионе ТрО  ВСУ. 3 мая 2023 года Гражданский совет объявил о создании «Сибирского батальона», в состав которого войдут жители Сибири, Дальнего Востока и другие россияне, по идеологическим соображениям не пожелавшие присоединиться к Русскому добровольческому корпусу, имеющему флёр ультраправых идей и взглядов. В частности, в батальон вступил оппозиционный гражданский активист Ильдар Дадин. Также планировалось создать взвод «Свободная Ингрия».
Командир батальона — Владислав Аммосов — этнический якут. Утверждал, что проработал в российском агентстве внешней военной разведки ГРУ России в течение 15 лет, участвовал в первой и второй Чеченской войнах.
В октябре 2023 года стало известно о проведении учений данного подразделения. По состоянию на ноябрь 2023 года в батальоне находились десятки бойцов.
В декабре 2023 года сообщалось о боевом крещении подразделения на Авдеевском участке фронта. В марте 2024 года батальон совместно с РДК и ЛСР принимал участие в боях в приграничных районах Белгородской и Курской областей России.